# Hamburg Masters 2004
De Hamburg Masters is een internationaal hockeytoernooi voor mannen, dat onder auspiciën staat van de Duitse hockeybond. Aan de tiende editie in de Noord-Duitse stad Hamburg deden vier landen mee: Argentinië, Duitsland, Pakistan en Zuid-Korea. Titelverdediger India ontbrak.

## Uitslagen

### Vrijdag 18 juni 2004
- Zuid-Korea-Pakistan 1-1
- Duitsland-Argentinië 2-3

### Zaterdag 19 juni 2004
- Argentinië-Pakistan 3-6
- Duitsland-Zuid-Korea 3-2

### Zondag 20 juni 2004
- Zuid-Korea-Argentinië 5-5
- Pakistan-Duitsland 2-3

## Eindstand
| № | Land       | WG | W | G | V | DV | DT | +/– | Punten |
| - | ---------- | -- | - | - | - | -- | -- | --- | ------ |
| 1 | Duitsland  | 3  | 2 | 0 | 1 | 8  | 7  | +1  | 6      |
| 2 | Pakistan   | 3  | 1 | 1 | 1 | 9  | 7  | +2  | 4      |
| 3 | Argentinië | 3  | 1 | 1 | 1 | 11 | 13 | –2  | 4      |
| 4 | Zuid-Korea | 3  | 0 | 2 | 1 | 8  | 9  | –1  | 2      |

1989 · 1993 · 1996 · 1997 · 1998 · 2000 · 2001 · 2002 · 2003 · 2004 · 2005 · 2006 · 2007 · 2008 · 2009 · 2010 · 2012 · 2013 · 2014 · 2015 · 2016 · 2017 · 2018 · 2019